# Насоново (Калужская область)
Насоново — деревня в Медынском районе Калужской области Российской Федерации. Входит в сельское поселение «Село Кременское».

## Физико-географическое положение
Ближайшие населённые пункты: Макарцево.
Располагается на реке Милешевка.

## Этимология
Название деревни произошло от некалендарного имени-прозвища  — Насон, так назывался дикий мак.
Также Иасон (Насон) — один из 70 апостолов, в его честь был назван детинец Вологды — Насон-город.

## Население
| 2002 | 2010 |
| ---- | ---- |
| 13   | ↘3   |

## История
В конце XVIII века Насонова — отхожая пустошь в совместном владении статского советника Алексея Григорьевича Венгерского, Дмитрия Андреевича и Осипа Андреевича Сомовых, Алексея Гавриловича Реткина, Василия Дмитриевича Комаровского на левом берегу речки Мелешовка.
В 1849 московский купец-старообрядец Михаил Яковлевич Рябушинский открыл здесь ткацкую мануфактуру.
В 1851 году сельцом Насоново владели поручик Андрей Осипович Сомов и поручик Ростислав Владимирович Сомов.
Во второй половине XIX века деревня принадлежала купцу Сомову А.А.
По данным на 1859 год сельцо Насоново состояло из 16 дворов, в которых проживало 163 человека.
После реформы 1861 года село вошло в состав Темеревской (Топоринской) волости Медынского уезда. В 1892 году в нём насчитывалось 139, в 1912 — 168 жителей.